# Uranothauma belcastroi
Uranothauma belcastroi is een vlinder uit de familie van de Lycaenidae. De wetenschappelijke naam van de soort is voor het eerst geldig gepubliceerd in 1997 door Larsen.